# BWF World Tour Finals 2018
Das BWF World Tour Finale 2018 war das abschließende Turnier der BWF World Tour 2018 im Badminton. Es fand vom 12. bis zum 16. Dezember 2018 in Guangzhou statt.

## Herreneinzel

### Gruppe A
| Rank | Starter         | Pts | Pld | W | L | SF | SA | PF  | PA  |
| ---- | --------------- | --- | --- | - | - | -- | -- | --- | --- |
| 1    | Shi Yuqi        | 3   | 3   | 3 | 0 | 6  | 1  | 142 | 111 |
| 2    | Son Wan-ho      | 2   | 3   | 2 | 1 | 5  | 3  | 150 | 125 |
| 3    | Chou Tien-chen  | 1   | 3   | 1 | 2 | 3  | 5  | 141 | 159 |
| 4    | Anthony Ginting | 0   | 3   | 0 | 3 | 1  | 6  | 105 | 143 |

| Datum        |                | Ergebnis |                 | Satz 1 | Satz 2 | Satz 3 |
| ------------ | -------------- | -------- | --------------- | ------ | ------ | ------ |
| 12. Dezember | Shi Yuqi       | 2–1      | Son Wan-ho      | 16–21  | 21–19  | 21–8   |
| 12. Dezember | Chou Tien-chen | 2–1      | Anthony Ginting | 17–21  | 21–18  | 21–18  |
| 13. Dezember | Shi Yuqi       | 2–0      | Anthony Ginting | 21–8   | 21–19  |        |
| 13. Dezember | Chou Tien-chen | 1–2      | Son Wan-ho      | 21–18  | 11–21  | 14–21  |
| 14. Dezember | Son Wan-ho     | 2–0      | Anthony Ginting | 21–11  | 21–10  |        |
| 14. Dezember | Chou Tien-chen | 0–2      | Shi Yuqi        | 17–21  | 19–21  |        |

### Gruppe B
| Rank | Starter               | Pts | Pld | W | L | SF | SA | PF  | PA  |
| ---- | --------------------- | --- | --- | - | - | -- | -- | --- | --- |
| 1    | Kento Momota          | 3   | 3   | 3 | 0 | 6  | 0  | 126 | 68  |
| 2    | Sameer Verma          | 2   | 3   | 2 | 1 | 4  | 2  | 108 | 92  |
| 3    | Tommy Sugiarto        | 1   | 3   | 1 | 2 | 2  | 5  | 105 | 134 |
| 4    | Kantaphon Wangcharoen | 0   | 3   | 0 | 3 | 1  | 6  | 99  | 144 |

| Datum        |                       | Ergebnis |                       | Satz 1 | Satz 2 | Satz 3 |
| ------------ | --------------------- | -------- | --------------------- | ------ | ------ | ------ |
| 12. Dezember | Kento Momota          | 2–0      | Sameer Verma          | 21–18  | 21–6   |        |
| 12. Dezember | Tommy Sugiarto        | 2–1      | Kantaphon Wangcharoen | 21–18  | 18–21  | 21–11  |
| 13. Dezember | Tommy Sugiarto        | 0–2      | Sameer Verma          | 16–21  | 7–21   |        |
| 13. Dezember | Kento Momota          | 2–0      | Kantaphon Wangcharoen | 21–15  | 21–7   |        |
| 14. Dezember | Kantaphon Wangcharoen | 0–2      | Sameer Verma          | 9–21   | 18–21  |        |
| 14. Dezember | Kento Momota          | 2–0      | Tommy Sugiarto        | 21–14  | 21–8   |        |

### Endrunde
|  | Halbfinale | Halbfinale   | Halbfinale | Halbfinale | Halbfinale |  |  | Finale | Finale       | Finale | Finale | Finale |
|  |            |              |            |            |            |  |  |        |              |        |        |        |
|  |            |              |            |            |            |  |  |        |              |        |        |        |
|  | 3/4        | Shi Yuqi     | 12         | 22         | 21         |  |  |        |              |        |        |        |
|  |            | Sameer Verma | 21         | 20         | 17         |  |  |        |              |        |        |        |
|  |            |              |            |            |            |  |  | 3/4    | Shi Yuqi     | 21     | 21     |        |
|  |            |              |            |            |            |  |  | 2      | Kento Momota | 12     | 11     |        |
|  |            | Son Wan-ho   | 14         | 12         |            |  |  |        |              |        |        |        |
|  | 2          | Kento Momota | 21         | 21         |            |  |  |        |              |        |        |        |
|  |            |              |            |            |            |  |  |        |              |        |        |        |

## Dameneinzel

### Gruppe A
| Rank | Starter         | Pts     | Pld     | W       | L       | SF      | SA      | PF      | PA      |
| ---- | --------------- | ------- | ------- | ------- | ------- | ------- | ------- | ------- | ------- |
| 1    | P. V. Sindhu    | 2       | 2       | 2       | 0       | 4       | 0       | 87      | 61      |
| 2    | Akane Yamaguchi | 1       | 2       | 1       | 1       | 2       | 2       | 79      | 65      |
| 3    | Zhang Beiwen    | 0       | 2       | 0       | 3       | 0       | 4       | 44      | 84      |
| N/A  | Tai Tzu-ying    | Aufgabe | Aufgabe | Aufgabe | Aufgabe | Aufgabe | Aufgabe | Aufgabe | Aufgabe |

| Datum        |                     | Ergebnis |                 | Satz 1 | Satz 2 | Satz 3 |
| ------------ | ------------------- | -------- | --------------- | ------ | ------ | ------ |
| 12. Dezember | Akane Yamaguchi     | 0–2      | P. V. Sindhu    | 22–24  | 15–21  |        |
| 12. Dezember | Tai Tzu-ying        | 2–0      | Zhang Beiwen    | 21–15  | 21–17  |        |
| 13. Dezember | Tai Tzu-ying        | 1–2      | P. V. Sindhu    | 21–14  | 16–21  | 18–21  |
| 13. Dezember | Akane Yamaguchi     | 2–0      | Zhang Beiwen    | 21–10  | 21–10  |        |
| 14. Dezember | P. V. Sindhu Indien | 2–0      | Zhang Beiwen    | 21–9   | 21–15  |        |
| 14. Dezember | Tai Tzu-ying        | Aufgabe  | Akane Yamaguchi | 17–21  | 12–11r |        |

### Gruppe B
| Rank | Starter           | Pts     | Pld     | W       | L       | SF      | SA      | PF      | PA      |
| ---- | ----------------- | ------- | ------- | ------- | ------- | ------- | ------- | ------- | ------- |
| 1    | Nozomi Okuhara    | 2       | 2       | 2       | 0       | 4       | 1       | 100     | 85      |
| 2    | Ratchanok Intanon | 1       | 2       | 1       | 1       | 3       | 2       | 88      | 81      |
| 3    | Michelle Li       | 0       | 2       | 0       | 2       | 0       | 4       | 64      | 86      |
| N/A  | Chen Yufei        | Aufgabe | Aufgabe | Aufgabe | Aufgabe | Aufgabe | Aufgabe | Aufgabe | Aufgabe |

| Datum        |                   | Ergebnis |                   | Satz 1 | Satz 2 | Satz 3 |
| ------------ | ----------------- | -------- | ----------------- | ------ | ------ | ------ |
| 12. Dezember | Chen Yufei        | 1–2      | Ratchanok Intanon | 18–21  | 22–20  | 17–21  |
| 12. Dezember | Nozomi Okuhara    | 2–0      | Michelle Li       | 21–18  | 23–21  |        |
| 13. Dezember | Chen Yufei        | 1–2      | Michelle Li       | 21–16  | 18–21  | 17–21  |
| 13. Dezember | Nozomi Okuhara    | 2–1      | Ratchanok Intanon | 14–21  | 21–11  | 21–14  |
| 14. Dezember | Ratchanok Intanon | 2–0      | Michelle Li       | 21–13  | 21–12  |        |
| 14. Dezember | Nozomi Okuhara    | Aufgabe  | Chen Yufei        | 5–4r   |        |        |

### Endrunde
|  | Halbfinale | Halbfinale        | Halbfinale | Halbfinale | Halbfinale |  |  | Finale | Finale         | Finale | Finale | Finale |
|  |            |                   |            |            |            |  |  |        |                |        |        |        |
|  |            |                   |            |            |            |  |  |        |                |        |        |        |
|  |            | P. V. Sindhu      | 21         | 25         |            |  |  |        |                |        |        |        |
|  |            | Ratchanok Intanon | 16         | 23         |            |  |  |        |                |        |        |        |
|  |            |                   |            |            |            |  |  |        | P. V. Sindhu   | 21     | 21     |        |
|  |            |                   |            |            |            |  |  | 2      | Nozomi Okuhara | 19     | 17     |        |
|  | 3/4        | Akane Yamaguchi   | 17         | 14         |            |  |  |        |                |        |        |        |
|  | 2          | Nozomi Okuhara    | 21         | 21         |            |  |  |        |                |        |        |        |
|  |            |                   |            |            |            |  |  |        |                |        |        |        |

## Herrendoppel

### Gruppe A
| Rank | Starter                                        | Pts     | Pld     | W       | L       | SF      | SA      | PF      | PA      |
| ---- | ---------------------------------------------- | ------- | ------- | ------- | ------- | ------- | ------- | ------- | ------- |
| 1    | Li Junhui Liu Yuchen                           | 2       | 2       | 2       | 0       | 4       | 2       | 128     | 111     |
| 2    | Kim Astrup Anders Skaarup Rasmussen            | 1       | 2       | 1       | 0       | 3       | 2       | 95      | 96      |
| 3    | Han Chengkai Zhou Haodong                      | 0       | 2       | 0       | 2       | 1       | 4       | 94      | 110     |
| N/A  | Markus Fernaldi Gideon Kevin Sanjaya Sukamuljo | Aufgabe | Aufgabe | Aufgabe | Aufgabe | Aufgabe | Aufgabe | Aufgabe | Aufgabe |

| Datum        |                                                | Ergebnis |                                     | Satz 1   | Satz 2   | Satz 3   |
| ------------ | ---------------------------------------------- | -------- | ----------------------------------- | -------- | -------- | -------- |
| 12. Dezember | Markus Fernaldi Gideon Kevin Sanjaya Sukamuljo | 2–1      | Kim Astrup Anders Skaarup Rasmussen | 20–22    | 21–17    | 21–13    |
| 12. Dezember | Han Chengkai Zhou Haodong                      | 1–2      | Li Junhui Liu Yuchen                | 17–21    | 28–26    | 13–21    |
| 13. Dezember | Han Chengkai Zhou Haodong                      | 0–2      | Kim Astrup Anders Skaarup Rasmussen | 17–21    | 19–21    |          |
| 13. Dezember | Markus Fernaldi Gideon Kevin Sanjaya Sukamuljo | 0–2      | Li Junhui Liu Yuchen                | 18–21    | 22–24    |          |
| 14. Dezember | Markus Fernaldi Gideon Kevin Sanjaya Sukamuljo | Walkover | Han Chengkai Zhou Haodong           | Walkover | Walkover | Walkover |
| 14. Dezember | Kim Astrup Anders Skaarup Rasmussen            | 1–2      | Li Junhui Liu Yuchen                | 21–18    | 15–21    | 17–21    |

### Gruppe B
| Rank | Starter                        | Pts | Pld | W | L | SF | SA | PF  | PA  |
| ---- | ------------------------------ | --- | --- | - | - | -- | -- | --- | --- |
| 1    | Hiroyuki Endō Yuta Watanabe    | 2   | 3   | 2 | 1 | 5  | 2  | 139 | 113 |
| 2    | Chen Hung-ling Wang Chi-lin    | 2   | 3   | 2 | 1 | 4  | 3  | 135 | 128 |
| 3    | Mohammad Ahsan Hendra Setiawan | 1   | 3   | 1 | 2 | 3  | 4  | 117 | 129 |
| 4    | Liao Min-chun Su Ching-heng    | 1   | 3   | 1 | 2 | 2  | 5  | 118 | 139 |

| Datum        |                                | Ergebnis |                                | Satz 1 | Satz 2 | Satz 3 |
| ------------ | ------------------------------ | -------- | ------------------------------ | ------ | ------ | ------ |
| 12. Dezember | Mohammad Ahsan Hendra Setiawan | 0–2      | Hiroyuki Endō Yuta Watanabe    | 4–21   | 18–21  |        |
| 12. Dezember | Chen Hung-ling Wang Chi-lin    | 2–0      | Liao Min-chun Su Ching-heng    | 21–17  | 21–16  |        |
| 13. Dezember | Liao Min-chun Su Ching-heng    | 0–2      | Mohammad Ahsan Hendra Setiawan | 18–21  | 14–21  |        |
| 13. Dezember | Chen Hung-ling Wang Chi-lin    | 0–2      | Hiroyuki Endō Yuta Watanabe    | 19–21  | 19–21  |        |
| 14. Dezember | Liao Min-chun Su Ching-heng    | 2–1      | Hiroyuki Endō Yuta Watanabe    | 11–21  | 21–17  | 21–17  |
| 14. Dezember | Chen Hung-ling Wang Chi-lin    | 2–1      | Mohammad Ahsan Hendra Setiawan | 13–21  | 21–18  | 21–14  |

### Endrunde
|  | Halbfinale | Halbfinale                          | Halbfinale | Halbfinale | Halbfinale |  |  | Finale | Finale                      | Finale | Finale | Finale |
|  |            |                                     |            |            |            |  |  |        |                             |        |        |        |
|  |            |                                     |            |            |            |  |  |        |                             |        |        |        |
|  |            | Li Junhui Liu Yuchen                | 18         | 21         | 21         |  |  |        |                             |        |        |        |
|  | 2          | Chen Hung-ling Wang Chi-lin         | 21         | 12         | 15         |  |  |        |                             |        |        |        |
|  |            |                                     |            |            |            |  |  |        | Li Junhui Liu Yuchen        | 21     | 21     |        |
|  |            |                                     |            |            |            |  |  |        | Hiroyuki Endō Yuta Watanabe | 15     | 11     |        |
|  |            | Kim Astrup Anders Skaarup Rasmussen | 19         | 13         |            |  |  |        |                             |        |        |        |
|  |            | Hiroyuki Endō Yuta Watanabe         | 21         | 21         |            |  |  |        |                             |        |        |        |
|  |            |                                     |            |            |            |  |  |        |                             |        |        |        |

## Damendoppel

### Gruppe A
| Rank | Starter                          | Pts | Pld | W | L | SF | SA | PF  | PA  |
| ---- | -------------------------------- | --- | --- | - | - | -- | -- | --- | --- |
| 1    | Misaki Matsutomo Ayaka Takahashi | 3   | 3   | 3 | 0 | 6  | 1  | 145 | 109 |
| 2    | Du Yue Li Yinhui                 | 2   | 3   | 2 | 1 | 4  | 2  | 112 | 101 |
| 3    | Chen Qingchen Jia Yifan          | 1   | 3   | 1 | 2 | 3  | 4  | 130 | 125 |
| 4    | Greysia Polii Apriyani Rahayu    | 0   | 3   | 0 | 3 | 0  | 6  | 74  | 126 |

| Datum        |                                  | Ergebnis |                               | Satz 1 | Satz 2 | Satz 3 |
| ------------ | -------------------------------- | -------- | ----------------------------- | ------ | ------ | ------ |
| 12. Dezember | Chen Qingchen Jia Yifan          | 0–2      | Du Yue Li Yinhui              | 19–21  | 15–21  |        |
| 12. Dezember | Misaki Matsutomo Ayaka Takahashi | 2–0      | Greysia Polii Apriyani Rahayu | 21–11  | 21–16  |        |
| 13. Dezember | Greysia Polii Apriyani Rahayu    | 0–2      | Chen Qingchen Jia Yifan       | 14–21  | 8–21   |        |
| 13. Dezember | Misaki Matsutomo Ayaka Takahashi | 2–0      | Du Yue Li Yinhui              | 21–9   | 21–19  |        |
| 14. Dezember | Misaki Matsutomo Ayaka Takahashi | 2–1      | Chen Qingchen Jia Yifan       | 19–21  | 21–19  | 21–14  |
| 14. Dezember | Greysia Polii Apriyani Rahayu    | 0–2      | Du Yue Li Yinhui              | 18–21  | 7–21   |        |

### Gruppe B
| Rank | Starter                                     | Pts | Pld | W | L | SF | SA | PF  | PA  |
| ---- | ------------------------------------------- | --- | --- | - | - | -- | -- | --- | --- |
| 1    | Mayu Matsumoto Wakana Nagahara              | 3   | 3   | 3 | 0 | 6  | 1  | 146 | 95  |
| 2    | Lee So-hee Shin Seung-chan                  | 2   | 3   | 2 | 1 | 5  | 3  | 155 | 128 |
| 3    | Jongkolphan Kititharakul Rawinda Prajongjai | 1   | 3   | 1 | 2 | 2  | 4  | 81  | 118 |
| 4    | Gabriela Stoeva Stefani Stoeva              | 0   | 3   | 0 | 3 | 1  | 6  | 104 | 140 |

| Datum        |                                             | Ergebnis |                                             | Satz 1 | Satz 2 | Satz 3 |
| ------------ | ------------------------------------------- | -------- | ------------------------------------------- | ------ | ------ | ------ |
| 12. Dezember | Mayu Matsumoto Wakana Nagahara              | 2–0      | Gabriela Stoeva Stefani Stoeva              | 21–10  | 21–16  |        |
| 12. Dezember | Jongkolphan Kititharakul Rawinda Prajongjai | 0–2      | Lee So-hee Shin Seung-chan                  | 14–21  | 8–21   |        |
| 13. Dezember | Mayu Matsumoto Wakana Nagahara              | 2–1      | Lee So-hee Shin Seung-chan                  | 21–18  | 20–22  | 21–17  |
| 13. Dezember | Jongkolphan Kititharakul Rawinda Prajongjai | 2–0      | Gabriela Stoeva Stefani Stoeva              | 21–16  | 21–18  |        |
| 14. Dezember | Mayu Matsumoto Wakana Nagahara              | 2–0      | Jongkolphan Kititharakul Rawinda Prajongjai | 21–5   | 21–12  |        |
| 14. Dezember | Lee So-hee Shin Seung-chan                  | 2–1      | Gabriela Stoeva Stefani Stoeva              | 21–14  | 14–21  | 21–9   |

### Endrunde
|  | Halbfinale | Halbfinale                       | Halbfinale | Halbfinale | Halbfinale |  |  | Finale | Finale                           | Finale | Finale | Finale |
|  |            |                                  |            |            |            |  |  |        |                                  |        |        |        |
|  |            |                                  |            |            |            |  |  |        |                                  |        |        |        |
|  | 1          | Misaki Matsutomo Ayaka Takahashi | 22         | 11         |            |  |  |        |                                  |        |        |        |
|  |            | Du Yue Li Yinhui                 | 20         | 3r         |            |  |  |        |                                  |        |        |        |
|  |            |                                  |            |            |            |  |  | 1      | Misaki Matsutomo Ayaka Takahashi | 21     | 22     |        |
|  |            |                                  |            |            |            |  |  |        | Lee So-hee Shin Seung-chan       | 12     | 20     |        |
|  |            | Lee So-hee Shin Seung-chan       | 21         | 21         |            |  |  |        |                                  |        |        |        |
|  | 2          | Mayu Matsumoto Wakana Nagahara   | 13         | 13         |            |  |  |        |                                  |        |        |        |
|  |            |                                  |            |            |            |  |  |        |                                  |        |        |        |

## Mixed

### Gruppe A
| Rank | Starter                                        | Pts | Pld | W | L | SF | SA | PF  | PA  |
| ---- | ---------------------------------------------- | --- | --- | - | - | -- | -- | --- | --- |
| 1    | Zheng Siwei Huang Yaqiong                      | 3   | 3   | 3 | 0 | 6  | 0  | 126 | 88  |
| 2    | Dechapol Puavaranukroh Sapsiree Taerattanachai | 2   | 3   | 2 | 1 | 4  | 2  | 111 | 106 |
| 3    | Marcus Ellis Lauren Smith                      | 1   | 3   | 1 | 2 | 2  | 5  | 131 | 140 |
| 4    | Goh Soon Huat Shevon Jemie Lai                 | 0   | 3   | 0 | 3 | 1  | 6  | 113 | 147 |

| Datum        |                                                | Ergebnis |                                                | Satz 1 | Satz 2 | Satz 3 |
| ------------ | ---------------------------------------------- | -------- | ---------------------------------------------- | ------ | ------ | ------ |
| 12. Dezember | Zheng Siwei Huang Yaqiong                      | 2–0      | Marcus Ellis Lauren Smith                      | 21–16  | 21–17  |        |
| 12. Dezember | Dechapol Puavaranukroh Sapsiree Taerattanachai | 2–0      | Goh Soon Huat Shevon Jemie Lai                 | 21–19  | 21–10  |        |
| 13. Dezember | Zheng Siwei Huang Yaqiong                      | 2–0      | Goh Soon Huat Shevon Jemie Lai                 | 21–16  | 21–12  |        |
| 13. Dezember | Dechapol Puavaranukroh Sapsiree Taerattanachai | 2–0      | Marcus Ellis Lauren Smith                      | 21–16  | 21–19  |        |
| 14. Dezember | Goh Soon Huat Shevon Jemie Lai                 | 1–2      | Marcus Ellis Lauren Smith                      | 20–22  | 22–20  | 14–21  |
| 14. Dezember | Zheng Siwei Huang Yaqiong                      | 2–0      | Dechapol Puavaranukroh Sapsiree Taerattanachai | 21–19  | 21–8   |        |

### Gruppe B
| Rank | Starter                               | Pts | Pld | W | L | SF | SA | PF  | PA  |
| ---- | ------------------------------------- | --- | --- | - | - | -- | -- | --- | --- |
| 1    | Wang Yilu Huang Dongping              | 3   | 3   | 3 | 0 | 6  | 0  | 127 | 88  |
| 2    | Yuta Watanabe Arisa Higashino         | 1   | 3   | 1 | 2 | 3  | 4  | 125 | 127 |
| 3    | Chan Peng Soon Goh Liu Ying           | 1   | 3   | 1 | 2 | 2  | 4  | 102 | 111 |
| 4    | Hafiz Faizal Gloria Emanuelle Widjaja | 1   | 3   | 1 | 2 | 2  | 5  | 113 | 141 |

| Datum        |                               | Ergebnis |                                       | Satz 1 | Satz 2 | Satz 3 |
| ------------ | ----------------------------- | -------- | ------------------------------------- | ------ | ------ | ------ |
| 12. Dezember | Yuta Watanabe Arisa Higashino | 1–2      | Hafiz Faizal Gloria Emanuelle Widjaja | 18–21  | 21–16  | 18–21  |
| 12. Dezember | Chan Peng Soon Goh Liu Ying   | 0–2      | Wang Yilu Huang Dongping              | 20–22  | 13–21  |        |
| 13. Dezember | Yuta Watanabe Arisa Higashino | 0–2      | Wang Yilu Huang Dongping              | 12–21  | 14–21  |        |
| 13. Dezember | Chan Peng Soon Goh Liu Ying   | 2–0      | Hafiz Faizal Gloria Emanuelle Widjaja | 21–14  | 21–12  |        |
| 14. Dezember | Yuta Watanabe Arisa Higashino | 2–0      | Chan Peng Soon Goh Liu Ying           | 21–9   | 21–18  |        |
| 14. Dezember | Wang Yilu Huang Dongping      | 2–0      | Hafiz Faizal Gloria Emanuelle Widjaja | 21–16  | 21–13  |        |

### Endrunde
|  | Halbfinale | Halbfinale                                     | Halbfinale | Halbfinale | Halbfinale |  |  | Finale | Finale                    | Finale | Finale | Finale |
|  |            |                                                |            |            |            |  |  |        |                           |        |        |        |
|  |            |                                                |            |            |            |  |  |        |                           |        |        |        |
|  | 1          | Zheng Siwei Huang Yaqiong                      | 19         | 21         | 21         |  |  |        |                           |        |        |        |
|  | 3/4        | Dechapol Puavaranukroh Sapsiree Taerattanachai | 21         | 14         | 12         |  |  |        |                           |        |        |        |
|  |            |                                                |            |            |            |  |  | 1      | Zheng Siwei Huang Yaqiong | 21     | 21     | 18     |
|  |            |                                                |            |            |            |  |  |        | Wang Yilu Huang Dongping  | 23     | 16     | 21     |
|  | 2          | Yuta Watanabe Arisa Higashino                  | 9          | 21         | 13         |  |  |        |                           |        |        |        |
|  |            | Wang Yilu Huang Dongping                       | 21         | 19         | 21         |  |  |        |                           |        |        |        |
|  |            |                                                |            |            |            |  |  |        |                           |        |        |        |